# Drottningens livregemente till fot
Drottningens livregemente till fot var ett svenskt värvat infanteriregemente som sattes upp i Stralsund 1720 efter Stora nordiska kriget. Det verkade fram till 1815, då regementet överfördes tillsammans med Svenska Pommern till Preussen efter beslut i Wienkongressen.

## Historia

### Svenskt regemente
Regementet tjänade som garnisonsregemente och skapades ur Västgöta- samt delar av Upplands femmänningsregementen. Från 1722 kallades regementet för "Drottningens livregemente till fot". Regementet var under 1750-talet tidvis förlagt i Sverige. Regementet deltog vid de flesta krig som Sverige förde vid denna tid; Pommerska kriget 1757-1762, Gustav III:s ryska krig 1788-1790 samt Napoleonkrigen mot Frankrike under det tidiga 1800-talet.
Svenska Pommern avträddes som kompensation till Danmark efter freden i Kiel då Sverige fick Norge, dock kom Sverige och Danmark överens med Preussen i juni 1815, att området skulle tillfalla Preussen istället. Regementets soldater och officerare löstes från sin ed till Sverige den 23 oktober samma år och överlämnades av generallöjtnanten Gustaf Boije till den preussiska regeringens ombud, överste Wilhelm von Steinwehr. Boije tog med sig regementets fanor, samt en handfull officerare som inte svurit Preussen trohet, tillbaka till Sverige. Regementet bytte därefter namn till 
Füsilier-Regiment Nr. 34.

### Förbandschefer
- 1720-1721: Johan Vilhelm von Becker
- 1721-1732: Johan Reinhold von Trautwetter
- 1732-1743: Gustaf von Zülich
- 1743-1748: David Frölich
- 1748-1759: Jonas Adlerstråhle
- 1759-1778: Arvid Niclas von Höpken
- 1778-1784: Ulrik Adelhielm
- 1784-1805: Carl Gustaf von Qvillfelt
- 1805-1815: Axel von Normann

### Fortsatt historia
År 1908 fick det nyblivna kungaparet Gustaf V och Viktoria besök av drottningens kusin kejsar Wilhelm II av Tyskland som då utnämnde kungen till amiral i tyska flottan och drottningen till hedersöverste för det 34. Pommerska fysiljärregementet (fysiljärregementet n:r 34). Regementet bytte därmed namn till Das Füsilier Regiment Königin Viktoria von Schweden, Pommersches nr 34, Stettin.
Under första världskriget tog flera svenskar och finlandssvenskar värvning i regementet efter uppmaning från drottning Victoria. Sverige finansierade regementet ekonomiskt och deltog efter kriget i finansieringen av Stettins garnisonkyrka där ett stort minnesmonument sattes upp i kyrkan för de som omkommit i kriget.1 Juni 1924 avtäcktes ett monument till minnet av regementet på Viktoria-kasernen i Stettin. Regementes fana togs av ryssarna som trofé under första värdskriget. År 1950 avslöjade CIA i en rapport över den "polskockuperade delen av Tyskland" att regementets lokaler återanvänts av polska militären som flyttat in i Stettin vilket stred mot Potsdamskonferensen, då staden stod under sovjetisk förvaltning.

## Bilder

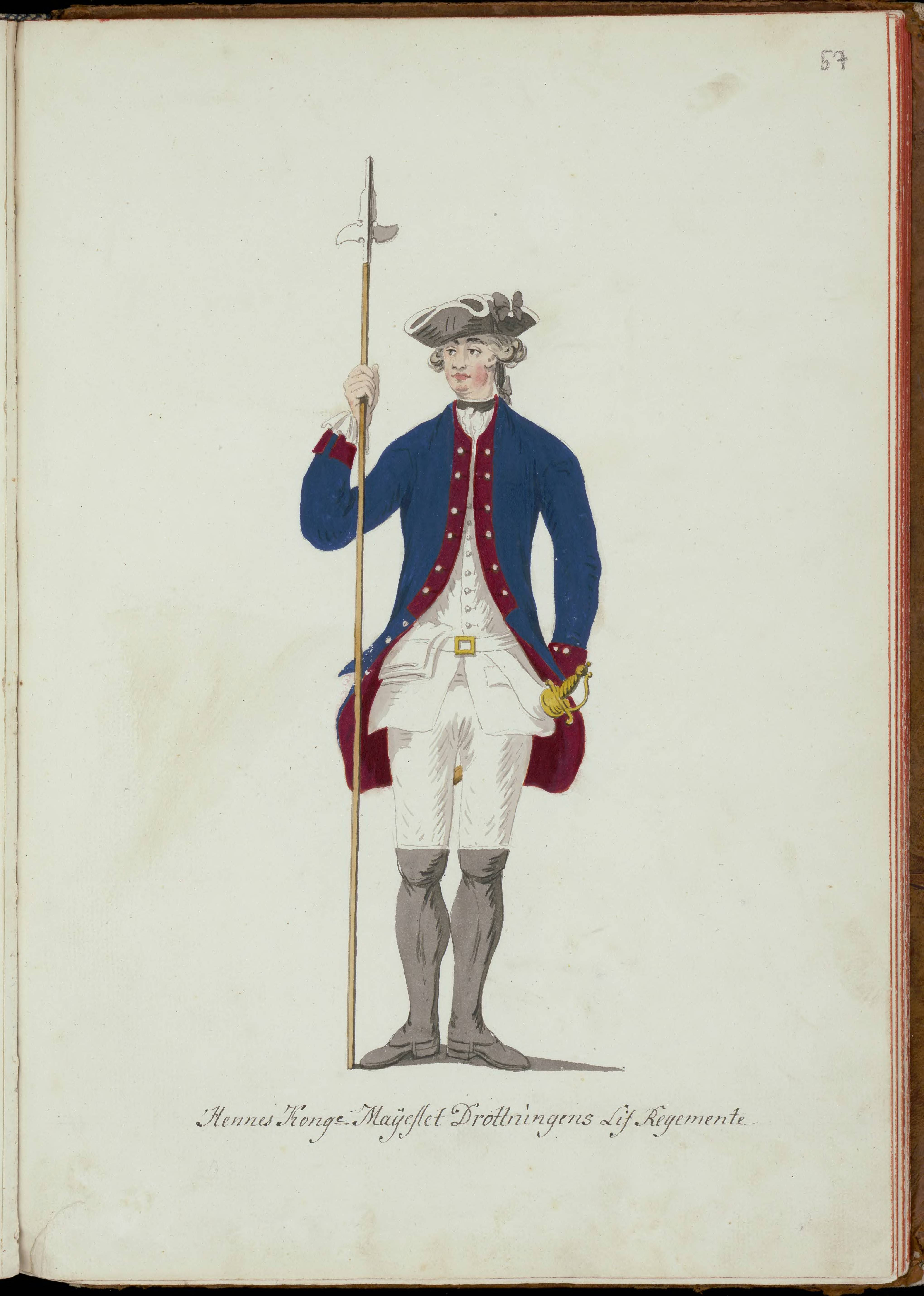
Regementets uniform m/1765.
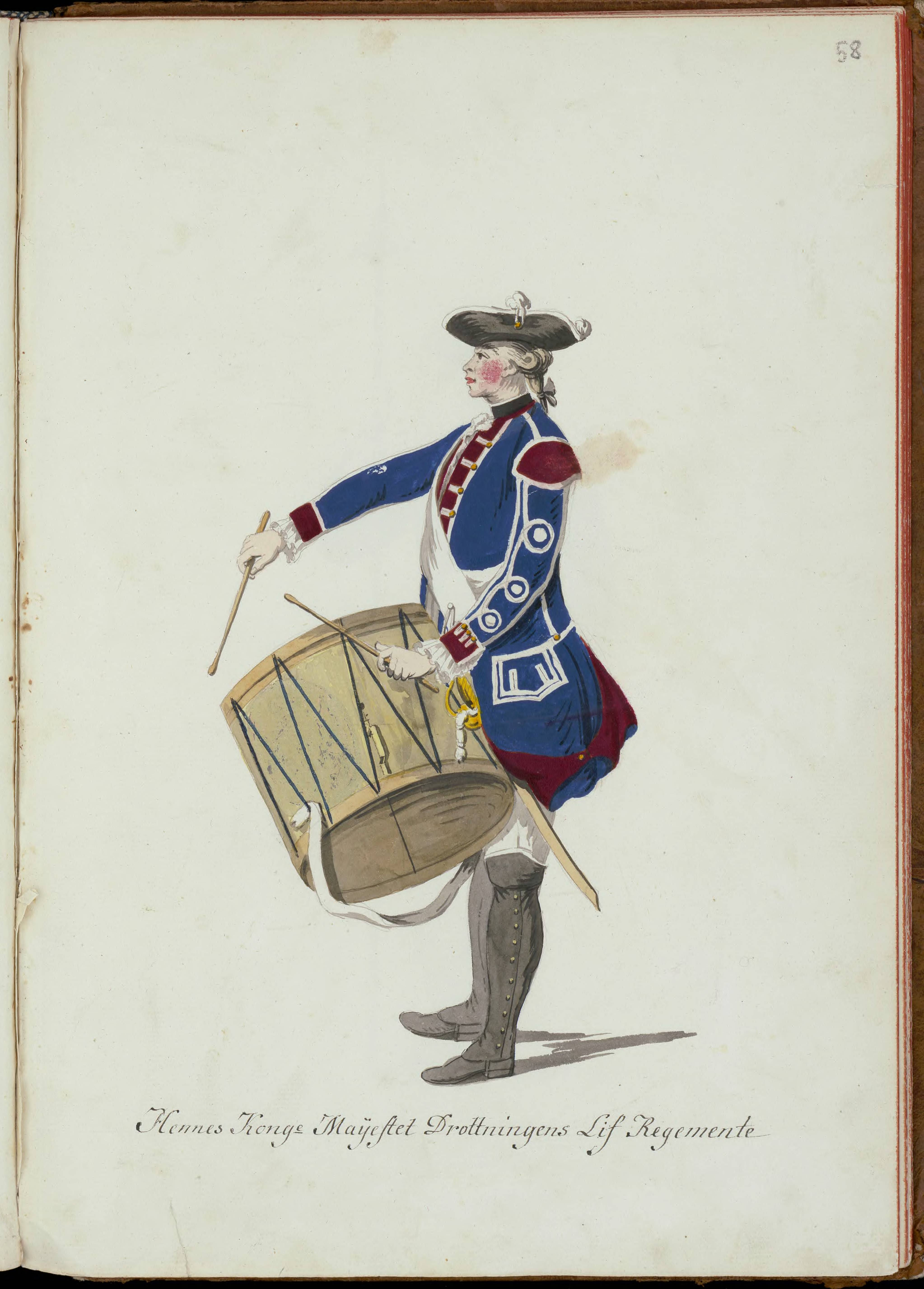
Regementets uniform m/1765.
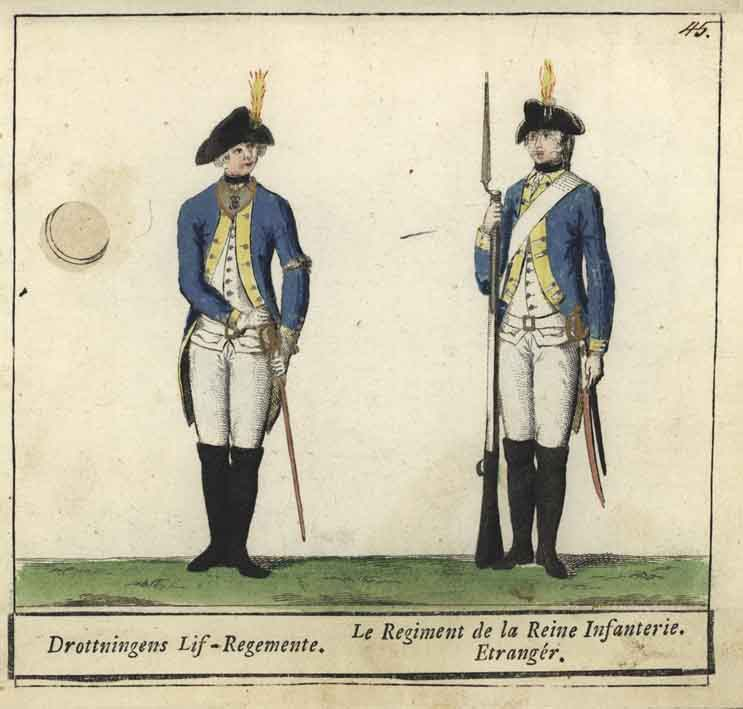
Regementets uniform m/1779.
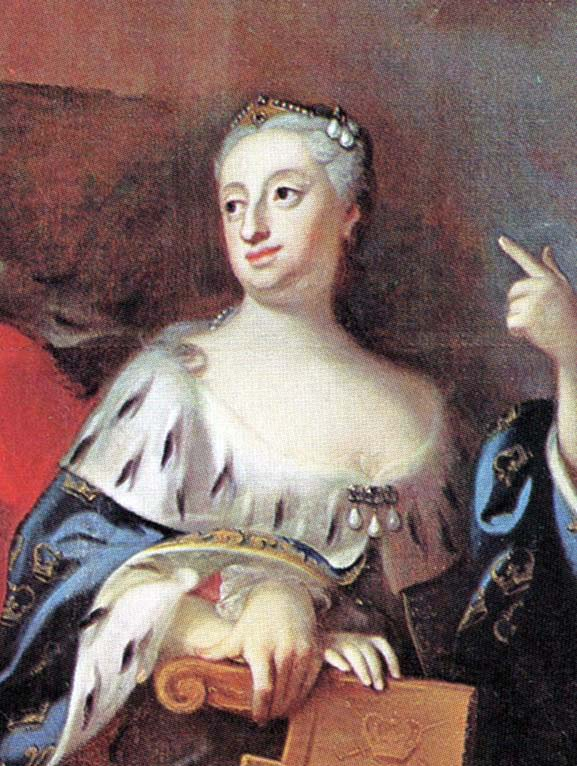
Ulrika Eleonora, Sveriges drottning 1718–1741.
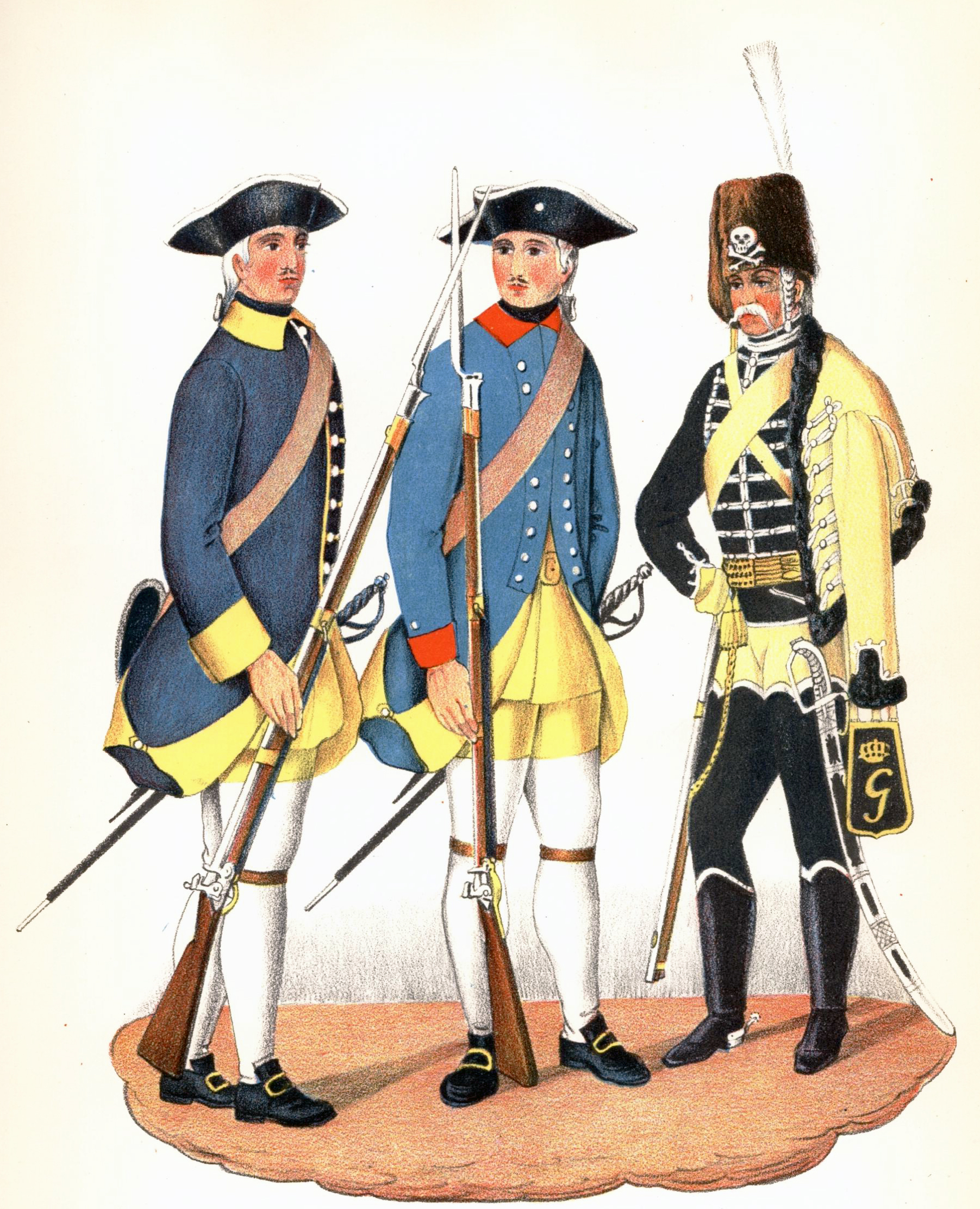
Uniformer under det Pommerska kriget 1757-1762